# Фиссиденс ключевой
Фиссиденс ключевой, или мох Феникс (лат. Fissidens fontanus) — многолетний, тропический мох. Используется в аквариумистике в качестве декоративного растения. Получил свое латинское название благодаря внешнему виду и способу роста — от центра к краям. Внешне напоминает замерзший фонтан.

## Описание
Мох феникс — зелёное, пышное растение, которое легко прикрепляется к большинству субстратов и поверхностей. Может служить хорошим укрытием для мальков рыб и других мелких обитателей водоёмов. Данный вид мха в дикой природе произрастает в Северной Америке. Относится к семейству Fissidentaceae. Растет медленно и требует значительно больше света и CO2 по сравнению с другими водными мхами. Побеги мха феникс растут до 2,5 см. Листовые пластинки узкие, удлиненные, заострённые. На стебле все листья расположены последовательно. Мох феникс можно рассматривать как крупный аквариумный мох. Его лист имеет длину до 2 мм. Феникс всегда растет в виде холма круглой формы, независимо от того, как он подрезается, поэтому изменить способ его роста невозможно.
Корневая система — ризоидная.

## Среда обитания
Мох широко распространен в Северной Америке, а также встречается в Европе. Основными местами обитания являются ручьи, родники, озера с чистой водой, а также каменистый грунт около водопадов, влажные скалы в ручьях. В Великих озёрах этот мох был обнаружен на глубине около 18 метров. Среда обитания включает водно-болотные угодья высокого качества в естественных зонах и водно-болотные угодья более низкого качества, где вода несколько загрязнена. Этот мох обычно погружается в воду, где он прикрепляется к скалам, камням, ветвям деревьев, бетонным блокам и другим прочным основаниям.
В дикой природе мох, как правило, менее привлекателен, из-за того, что часто покрыт нитчатыми зелёными водорослями, а его старые побеги меняют цвет с тёмно-зелёного на чёрный. Легко поддаётся идентификации из-за его неперекрывающихся листьев. Мох Феникс имеет некоторое сходство с водяными мхами (Fontinalis spp.). Отличительной особенностью является то, что его листья расположены на противоположных сторонах стебля вдоль одной плоскости, а не на трёх или более сторонах стебля. Другие распространенные названия Fissidens fontanus включают Phoenix Moss и Palm Moss. Такие названия относятся к внешнему сходству его листьев с листьями комнатных пальм.

## В аквариумистике
Мох Феникс, как и большинство мхов, может расти в аквариуме с низким уровнем освещения и практически без дополнительной подачи СО2-удобрений или микро- и макроудобрений. Требователен к чистоте воды. Водоросли могут начать расти из-за взвеси, которая оседает на листьях мха. В аквариумах с данным мхом рекомендуется содержать креветок, для его естественной очистки. Фильтрация в этом случае просто необходима, так как она не только очищает воду, но и создает необходимый для мха поток воды. В условиях отсутствия фильтрации растение впитывает разлагающуюся органику как губка. Поток воды не должен быть сильным. Умеренное движение воды должно быть во всем объёме аквариума, чтобы не образовывались зоны застоя. Оптимальная температура воды в аквариуме может варьироваться в пределах 18–25 °C при KH 4–14° и pH 5,0–7,5. Сильное освещение и подача СО2 усиливают скорость роста мха. Растение предпочитает чистую воду — фильтрация обязательна.